# Torneo Esperanzas de Toulon de 1975
La 3ª edición del Torneo Esperanzas de Toulon fue organizada por el Racing Club de Tolón en la ciudad del equipo organizador. Se disputó entre el 3 de junio de 1975 y el 25 de mayo del mismo año y contó con la participación de ocho equipos invitados que jugaron en base al sistema de eliminación directa.
Los ocho equipos debían estar constituidos por jugadores nacidos entre el 1 de agosto de 1954 y el 1 de agosto de 1956. Por lo demás las normativas de la competición eran similares al resto de los torneos de fútbol de la época. Los partidos se dividían en dos tiempos de aproximadamente cuarenta minutos, culminando en tiros libres penales de ser necesario.

## Primeros puestos
El equipo que se consagró victorioso fue el dirigido por César Luis Menotti, con figuras que posteriormente serían consagradas luego de la consecución del título mundial de 1978. Su equipo incluiría figuras de la talla de Jorge Valdano (campeón mundial en 1986), Daniel Passarella, Alberto Tarantini y Américo Gallego. Previamente, el director técnico había conseguido, dos años antes, el Campeonato Metropolitano de 1973, en Argentina, con el Club Atlético Huracán, la cual fue la primera copa del club en la era del profesionalismo.
|  | Cuartos de final | Cuartos de final |           |        | Semifinales  | Semifinales  |  |  | Final | Final |
|  |                  |                  |           |        |              |              |  |  |       |       |
|  |                  |                  |           |        |              |              |  |  |       |       |
|  |                  |                  |           |        |              |              |  |  |       |       |
|  | Argentina        | 1                |           |        |              |              |  |  |       |       |
|  | Argentina        | 1                |           |        |              |              |  |  |       |       |
|  | Hungría          | 0                |           |        |              |              |  |  |       |       |
|  | Hungría          | 0                | Argentina | 1      |              |              |  |  |       |       |
|  |                  |                  | Argentina | 1      |              |              |  |  |       |       |
|  |                  | México           | 0         |        |              |              |  |  |       |       |
|  | México           | México           | 0         | 2      |              |              |  |  |       |       |
|  | México           |                  |           | 2      |              |              |  |  |       |       |
|  | Portugal         | 1                |           |        |              |              |  |  |       |       |
|  | Portugal         | 1                | Argentina | 1      |              |              |  |  |       |       |
|  |                  |                  | Argentina | 1      |              |              |  |  |       |       |
|  |                  | Francia          | 0         |        |              |              |  |  |       |       |
|  | Italia           | Francia          | 0         | 1      |              |              |  |  |       |       |
|  | Italia           |                  |           | 1      |              |              |  |  |       |       |
|  | Polonia          | 0                |           |        |              |              |  |  |       |       |
|  | Polonia          | 0                | Francia   | 1      | Tercer lugar | Tercer lugar |  |  |       |       |
|  |                  |                  | Francia   | 1      |              |              |  |  |       |       |
|  |                  | Italia           | 0         |        |              |              |  |  |       |       |
|  | Francia          | Italia           | 0         | 3      | Italia       | 2            |  |  |       |       |
|  | Francia          |                  |           | 3      | Italia       | 2            |  |  |       |       |
|  | Checoslovaquia   | 0                |           | México | 0            |              |  |  |       |       |
|  | Checoslovaquia   | 0                |           |        | 0            |              |  |  |       |       |
|  |                  |                  |           |        |              |              |  |  |       |       |
|  |                  |                  |           |        |              |              |  |  |       |       |

|                      |
| Bandera de Argentina |
| Campeón              |
| Argentina            |
| 1º título            |

## Otros puestos
El equipo húngaro, que pese a quedar eliminado en la primera ronda fue uno de los que deslumbró en esta edición, acababa de ganar, en 1974, la medalla de plata del torneo olímpico. Contaba con el destacado volante József Kovács.
Se esperaba más de una Hungría que había acabado de obtener la medalla de oro de esos mismos juegos, pero finalmente terminó en una mediocre quinta posición.
|  | Semifinal 5-8  | Semifinal 5-8  |   |            | 5º y 6º lugar | 5º y 6º lugar |
|  |                |                |   |            |               |               |
|  | 22 de mayo     |                |   |            |               |               |
|  | Checoslovaquia | 1              |   |            |               |               |
|  | Polonia        | 0              |   |            |               |               |
|  |                |                |   |            |               |               |
|  |                |                |   |            | 24 de mayo    |               |
|  |                |                |   |            | Hungría       | 3             |
|  |                | Checoslovaquia | 1 |            |               |               |
|  |                |                |   |            |               |               |
|  |                |                |   |            |               |               |
|  |                |                |   |            | 7º y 8º lugar |               |
|  | 23 de mayo     | 23 de mayo     |   | 25 de mayo | 25 de mayo    |               |
|  | Hungría        | 0 (4)          |   | Polonia    | 1 (6)         |               |
|  | Portugal       | 0 (3)          |   |            | Portugal      | 1 (5)         |

## Premios otorgados
| Premios Otorgados      | Premios Otorgados              |
| ---------------------- | ------------------------------ |
| Mejor jugador          | Roberto Antonelli (Italia)     |
| Jugador más elegante   | Novellino (Italia)             |
| Jugador más generoso   | Bossis (Francia)               |
| Mejor arquero          | Kollar (Hungría)               |
| Mejor delantero        | András Törőcsik (Hungría)      |
| Premio al juego limpio | Selección de fútbol de Francia |